# Cheyne Rahme
Pour les articles homonymes, voir Rahme.
Cheyne Rahme (né le 23 janvier 1991) est un athlète sud-africain, spécialiste du saut à la perche.

## Biographie
c'est un Sud-Africain d'origine libanaise.
Il établit un nouveau record d'Afrique junior du saut à la perche en 2010 avec un saut à 5,50 m.
En 2014, il remporte la médaille d'or des championnats d'Afrique, à Marrakech au Maroc, en franchissant une barre à 5,41 m, ce qui le qualifie, sans minima, pour les Championnats du monde de Pékin, auxquels il ne sera pas inscrit.

### Palmarès
| Date | Compétition                    | Lieu      | Résultat | Épreuve          | Performance |
| ---- | ------------------------------ | --------- | -------- | ---------------- | ----------- |
| 2008 | Championnats du monde juniors  | Bydgoszcz | 11e      | Saut à la perche | 5,00 m      |
| 2009 | Championnats d'Afrique juniors | Bambous   | 1er      | Saut à la perche | 5,30 m      |
| 2014 | Championnats d'Afrique         | Marrakech | 1er      | Saut à la perche | 5,41 m      |

### Records
| Épreuve          | Performance | Lieu      | Date          |
| ---------------- | ----------- | --------- | ------------- |
| Saut à la perche | 5,50 m      | Germiston | 10 avril 2010 |